# Remontoir
Remontoir (vysl. remontoár; franc. „natahovací zařízení“) je pomocné zařízení mechanických hodin, které má zajistit rovnoměrnou hnací sílu pro oscilátor (kyvadlo, setrvačku). U kapesních hodinek od poloviny 19. století se často vyskytuje nápis „remontoir“, který znamená jen to, že hodinky mají korunku a nemusí se natahovat klíčkem.

## Popis
Žádný oscilátor mechanických hodin není ideálně isochronní a jeho frekvence – a tedy i chod hodin – zpravidla závisí i na hnací síle. Nerovnoměrnost hnací síly může mít dvojí příčinu:
1. síla hnací pružiny s jejím rozvíjením klesá;
2. protože pohon se uskutečňuje na pomalém minutovém hřídeli, uplatní se i proměnlivé ztráty v ozubených soukolích; to platí zejména u věžních hodin.

Proto se u velmi kvalitních hodin a hodinek, zejména pokud jsou poháněny pružinou, ale také u věžních hodin zařazuje remontoir, pomocný zdroj energie, který se pravidelně „nabíjí“ z hlavního zdroje a udílí pak stoupacímu kolu kroku stálou hnací sílu. Remontoir může být u stabilních hodin závažíčko, anebo častěji malá spirálová pružina, pravidelně natahovaná hlavním zdrojem. Takový pružinový remontoir je použit například u tzv. Božkova chronometru staroměstského orloje. Později se užívaly i remontoiry elektrické, kde pravidelné natahování pružinky obstarává relé a rohatka. 
Poněkud jinou funkci má pomocné závaží nebo pružina, která stroj pohání v době, kdy se hlavní pohon natahuje.